# آبماسیکلیب
آبماسیکلیب (انگلیسی: Abemaciclib) با نام تجاری ورزنیو (انگلیسی: Verzenio) دارویی برای درمان سرطان پستان متاستازداده است. این دارو که توسط شرکت ایلای لی‌لی ساخته شده، یک بازدارندهٔ انتخابی آنزیم‌های CDK4 و CDK6 است. سازمان غذا و داروی آمریکا این دارو را در تاریخ ۲۸ دسامبر ۲۰۱۷ برای درمان برخی انواع سرطان پستان تأیید نمود.

## موارد استفاده
این دارو در بزرگسالانی تجویز می‌شود که دچار سرطان متاستازدادهٔ پستان از نوع گیرندهٔ مثبت هورمونی و فاقد گیرندهٔ HER2 بوده و بیماری‌شان علیرغم درمان‌های هورمونی، در حال پیشرفت است.

## عوارض جانبی
عوارضی که در بیش از ۲۰٪ بیماران مورد پژوهش مشاهده گردید عبارتند از: اسهال، تهوع، لکوپنی (افت گلبول‌های سفید خون) شامل نوتروپنی، کم‌خونی (افت گلبول‌های قرمز خون)، ترومبوسیتوپنی (افت پلاکت‌های خون)، درد شکم، احتمال بروز عفونت، خستگی، کاهش اشتها و سردرد.

## تداخلات دارویی
از آنجایی که آبماسیکلیب بیشتر توسط آنزیم کبدی CYP3A4 متابولیزه می‌شود، بازدارنده‌های این آنزیم همچون داروی
کتوکونازول موجب افزایش سطح پلاسمایی آبماسیکلیب خواهند شد. برعکس، داروهایی همچون ریفامپین که موجب تحریک فعالیت آنزیم کبدی CYP3A4 می گردد، سبب کاهش سطح پلاسمایی آبماسیکلیب می‌شوند.

## داروشناسی

### مکانیسم اثر
آبماسیکلیب همچون داروهای پالبوسیکلیب و رایبوسیکلیب، آنزیم‌های CDK4 و CDK6 را مهار می‌کند. آنزیم‌های یادشده در فرایند فسفریلاسیون و غیرفعال کردن پروتئین رتینوبلاستوما دخالت دارند که در پیشبرد چرخه سلول از فاز G1 به فاز S نقش مهمی دارد. با مسدود کردن این مسیر آنزیمی، سلول نمی‌توان وارد فاز S شود و در نتیجه آپوپتوز (مرگ سلولی) رخ می‌دهد.
البته در بررسی‌های سلول‌های سرطانی در محیط کشت آزمایشگاهی مشاهده گردید که آبماسیکلیب با تشکیل واکوئل‌های سیتوپلاسمی مشتق از لیزوزوم‌ها، سبب مرگ سلولی غیر آپوپتوزی هم می‌شود. این بررسی‌ها نشان می‌دهد که احتمالاً مکانیسم‌های اثر دیگری بجز مهار کینازهای وابسته به سایکلین هم برای این دارو مطرح است.

### فارماکوکینتیک

اِن-دس‌اتیل‌لابماسیکلیب (M2)، متابولیت اصلی دارو

فراهمی زیستی مطلق آبماسیکلیب پس از مصرف خوراکی آن، ۴۵٪ است. بالاترین سطح خونی آن به‌طور میانگین ۸ ساعت پس از مصرف حاصل می‌شود (بازه: ۴٫۱ تا ۲۴٫۰ ساعت). در داخل جریان خون، ۹۶٫۳ درصد این دارو به پروتئین‌های خون متصل است. بیشترِ آبماسیکلیب توسط آنزیم کبدی CYP3A4 به اِن-دس‌اتیل‌لابماسیکلیب (M2) تجزیه می‌شود. مقدار کمی از آن نیز به مشتقات هیدروکسی (M18, M20) و اندکی متابولیت‌های اکسداتیو (M1) تبدیل می‌شود. همهٔ این متابولیت‌ها همچون مادهٔ اصلی چسبندگی بالایی به پروتئین‌های خون دارند.
بخش زیادی از آبماسیکلیب (۸۱٪) از طریق مدفوع دفع می‌شود. مقدار کمی (۳٪) هم از طریق ادرار دفع می‌شود. نیمه‌عمر این دارو به‌طور میانگین ۱۸٫۳ ساعت است.

## شیمی
آبماسیکلیب را طی فرایندی چهار مرحله‌ای می‌توان ساخت که با واکنش سوزوکی شروع می‌شود و سپس با واکنش بوشوالد–هارت‌ویگ ادامه می‌یابد و در پایان، آمین‌دار کردن کاهشی با استفاده از واکنش لوکارت صورت می‌پذیرد.